# Dodávaná položka
Dodávaná položka (anglicky deliverable) je hmotné či nehmotné zboží nebo služba vyprodukovaná jako výsledek projektu, který má být dodán zákazníkovi (internímu nebo externímu). Dodávanou položkou může být zpráva, dokument, softwarový produkt, upgrade serveru nebo jakýkoli jiný stavební blok celkového projektu. Dodávaná položka se může skládat z několika menších částí. Může to být buď výsledek, kterého mělo být dosaženo (např. podle formulace „Dodávkou je dosažení ziskovosti v tomto roce“), nebo výstup, který má být poskytnut (např. „Dodávaná položka dokončeného projektu sestává ze speciálního elektronického zařízení a jeho řídícího softwaru“).
Některé dodávané položky závisí na jiných, které byly dodány dříve; je to běžné u projektů s více po sobě jdoucími milníky. Tímto způsobem je možné dosáhnout mnoha časových úspor, což může výrazně zkrátit konečnou dodací lhůtu projektu. Tato projekční činnost může být na výkresech znázorněna „oblakem“ kolem dosud nenavržené součásti, což znamená: „tato část (popis velikosti nebo jiné vlastnosti) bude studována později“. Dokončená část může být „doručena“ zúčastněným stranám.
Dodávaná položka se liší od milníku projektu tím, že milník je vyjádření postupu směrem k výstupu, zatímco dodávaná položka je výstup dodaný zákazníkovi nebo sponzorovi. Pro typický projekt může být milníkem dokončení návrhu výrobku, zatímco dodávanou položkou může být technický diagram nebo podrobná zpráva o návrhu produktu.
V technických projektech lze dodávané položky dále klasifikovat jako hardware, software nebo návrhové dokumenty. V rámci smluvního úsilí se může předmět dodávky vztahovat na položku konkrétně vyžadovanou ve smluvních dokumentech, jako je například položka na seznamu požadavků na údaje o smlouvě nebo uvedená v prohlášení o díle.